# Ellwood Godfrey
Ellwood Watson Godfrey  (Ambler, Pennsylvania, SAD, 17. srpnja 1910. – 10. lipnja 1990.) je bivši američki hokejaš na travi. 
Na hokejaškom turniru na Olimpijskim igrama 1936. u Berlinu je igrao za SAD. Odigrao je dva susreta kao branič i vezni igrač. SAD su dijelile 5. – 11. mjesto. Te je godine igrao za Philadelphia Cricket Club.

## Vanjske poveznice
- Profil na Sports Reference.com  Arhivirana inačica izvorne stranice od 19. svibnja 2011. (Wayback Machine)